# جين روس
جين روس (بالإنجليزية: Jane Ross)‏ هي سيدة أعمال أمريكية، ولدت في 23 ديسمبر 1920، وتوفيت في 9 يوليو 1999.